# Pilatovci
 Pilatovci  falu Horvátországban, a Károlyváros megyében. Közigazgatásilag Ozalyhoz tartozik.

## Fekvése
Károlyvárostól 31 km-re, községközpontjától 17 km-re északnyugatra, a Zsumberki-hegységben fekszik.

## Története
1830-ban 7 házában 93 görögkatolikus lakos élt. 1857-ben 101, 1910-ben 151 lakosa volt. A trianoni békeszerződésig Zágráb vármegye Jaskai járásához tartozott. 2011-ben 22 lakosa volt. A radatovići plébániához tartoztak.

## Lakosság
| Lakosság változása | Lakosság változása | Lakosság változása | Lakosság változása | Lakosság változása | Lakosság változása | Lakosság változása | Lakosság változása | Lakosság változása | Lakosság változása | Lakosság változása | Lakosság változása | Lakosság változása | Lakosság változása | Lakosság változása | Lakosság változása |
| ------------------ | ------------------ | ------------------ | ------------------ | ------------------ | ------------------ | ------------------ | ------------------ | ------------------ | ------------------ | ------------------ | ------------------ | ------------------ | ------------------ | ------------------ | ------------------ |
| 1857               | 1869               | 1880               | 1890               | 1900               | 1910               | 1921               | 1931               | 1948               | 1953               | 1961               | 1971               | 1981               | 1991               | 2001               | 2011               |
| 101                | 124                | 134                | 124                | 143                | 151                | 145                | 178                | 122                | 129                | 103                | 67                 | 43                 | 48                 | 31                 | 22                 |